# Margaret Clap
Margaret Clap (? - v. 1726), plus connue sous le nom de Mother Clap (« Mère Clap »), est une aubergiste britannique. Bien que les détails de sa vie soient inconnus, elle est considérée comme une figure importante de la sous-culture gay londonienne dans l'Angleterre du XVIIIe siècle, en raison de son implication dans la gestion d'une célèbre molly house (auberge ou taverne fréquentée essentiellement par des hommes homosexuels) située à Holborn, Middlesex, non loin de la cité de Londres, et dans les batailles légales qui ont suivi la descente de police et la fermeture de cette maison.

## Contexte
Depuis le Buggery Act de 1533, la sodomie, en Angleterre, est considérée comme un crime punissable d'amende, d'emprisonnement, ou même de mort. En dépit de cela, et particulièrement dans des grandes villes, les hommes homosexuels sont à la recherche de lieux de rencontre privés, où ils peuvent trouver des partenaires ou simplement créer un lien social. Pour répondre à ce besoin, des molly houses (molly étant l'argot désignant l'homme homosexuel à l'époque) voient le jour, une des plus célèbres étant celle de Margaret Clap.

## La maison de Mère Clap
Margaret Clap dirigeait un café qui servait de molly house pour la communauté homosexuelle clandestine de Londres,. Pendant ses deux ans d'existence (1724-1726), sa maison fut un lieu populaire et bien connu de la communauté homosexuelle. Margaret Clap prenait soin de ses clients, et particulièrement des hommes homosexuels qui fréquentaient son établissement. Elle était connue pour fournir « des lits dans chaque pièce de la maison », et recevait « trente à quarante gens de cette sorte chaque nuit, mais plus spécifiquement les dimanches ».
Margaret Clap était présente durant la grande majorité des heures d'ouverture, ne quittant l'établissement que pour acheter des consommations à ses clients dans une taverne voisine, une indication qui a laissé à penser que la molly house se trouvait dans sa propre résidence privée,. Contrairement à d'autres molly houses, il ne s'agissait pas d'un bordel. L'attitude bienveillante de Margaret Clap envers ses clients laisse à penser que l'établissement était davantage conçu comme lieu de plaisir et de rencontre que comme lieu de profit. En une occasion, Mère Clap alla même jusqu'à fournir un faux témoignage à un de ses plus anciens clients, un homme qui logeait chez elle depuis deux ans, pour permettre son acquittement face à des accusations de sodomie,. Malgré les charges portées contre elle à la suite de la fermeture de son établissement en 1726, Margaret Clap continuera de manifester la même loyauté envers ses clients,.

### Descente de police de 1726
En février 1726, la police effectue une descente dans la molly house de Margaret Clap ; une quarantaine d'occupants sont arrêtés. Visée par la Society for the Reformation of Manners (« Société pour la réforme des mœurs », fondée en 1691), la maison était sous surveillance depuis deux années,. La surveillance semble avoir été initiée par d'anciens clients, devenus informateurs pour la police, à l'exemple de Mark Patridge qui, pour se venger d'un de ses amants qui avait révélé son homosexualité, introduisit les policiers dans les molly houses sous couverture qu'ils étaient ses « maris », afin qu'ils puissent mener leur enquête,. Patridge ne fut pas jugé pour sodomie. Un autre informateur notable fut Thomas Newton, qui servit plusieurs fois d'appât pour permettre aux agents de police d'arrêter des hommes sous prétexte d'« incitation à l'acte de sodomie »,.

Concernant Margaret Clap, d'après l'historien Rictor Norton :
« Elle fut désignée coupable et condamnée au pilori de Smithfield Market, à une amende de 20 marks, et à deux ans de prison. Pendant son châtiment, elle tomba du pilori une fois et s'évanouir plusieurs fois. On ne sait pas ce qu'il est advenue d'elle, ni si elle a survécu à la prison. »

— Rictor Norton, The Trial of Margaret Clap